# کرپوییه
کرپوییه یک روستا در ایران است که در شهرستان سیرجان واقع شده‌است. کرپوییه ۲۷۶ نفر جمعیت دارد.
کرپوییه روستایی خوش آب و هوا از توابع بلورد در استان کرمان است.
این روستا سکونتگاه طایفه افشار و رائینی و آرشلو (اَرشلو) است.
اکثریت افراد منطقه کرپوییه ترک زبان میباشند.
بیشتر خانواده های تشکیل دهنده این روستا عبارتند از جهانشاهی ،افشار جهانشاهی،سلطان زاده افشار، شهسواری پور، قاسمی نژاد رائینی ، پورشهسواری و......
رئیس ایل و طایفه آرشلو در این روستا در دهه های قدیم حاج امیرقلی بیگ شهسواری پور بوده که مالک عمده این روستا نیز بوده است.